# Le Prêche aux oiseaux
Le Prêche aux oiseaux est la quinzième des vingt-huit scènes du cycle de fresques de la vie de saint François visibles dans l'église supérieure de la basilique Saint-François d'Assise, attribué à Giotto. Elle a probablement été réalisée entre 1295 et 1299. Elle mesure 270 × 200 cm, plus grande que les autres scènes, car elle est située sur l'envers de la façade (comme la scène du Miracle de la source).

## Historique
Cet épisode appartient à la série des Légendes Majeures (XII,3) de Saint François : "Comme le bienheureux François allait vers Bevagna, il prêchait à de nombreux oiseaux ; et les oiseaux exultants tendaient le cou, étendaient les ailes, ouvraient le bec et touchaient sa tunique ; et tout cela en voyant ses camarades l'attendre sur la route".
Selon la tradition, le sermon aux oiseaux a eu lieu sur l'ancienne route qui reliait le château de Cannara à celui de Bevagna. Aujourd'hui, le lieu où saint François d'Assise a accompli le miracle est marqué par une pierre à Piandarca, dans la commune de Cannara, dans une zone encore intacte aujourd'hui, à laquelle on accède par un sentier qui part de la sortie du village et serpente à travers les champs. Près de la pierre et le long de la route actuelle vers Bevagna (la route SP403), un petit sanctuaire est également construit en mémoire du miracle.
C'est l'une des scènes les plus célèbres du cycle, parce qu'elle raconte un épisode très apprécié par la dévotion populaire : peut-être Bonaventure a-t-il voulu faire allusion par cet épisode à la capacité de François de parler aux pauvres et aux marginaux.
De nombreuses études exégétiques et digressions littéraires ont été consacrées à ce tableau, notamment en ce qui concerne l'interrelation entre la personnalité de Giotto et les idées franciscaines. Abîmée par l'humidité, dont ont également souffert d'autres scènes de la contre-façade, elle présente des lacunes dans la composition des oiseaux, ceux-ci étant en grande partie peints à sec.
Dans cette scène, comme dans les suivantes, les personnages révèlent les manières du "deuxième chef d'atelier", que certains désignent comme étant Pietro Cavallini.

## Description
Dans le tableau situé dans un paysage naturel, Saint François, des oiseaux, un arbre et un moine apparaissent au premier plan. Les couleurs qui caractérisent la fresque sont le marron et le bleu. 
Saint François est représenté dans sa tenue habituelle, pieds nus et avec une auréole au-dessus de la tête. Il rencontre une bande d'oiseaux qui ne s'envolent pas immédiatement et le saint lui adresse alors un sermon. La bande d'oiseaux se fige attentive, et écoute le discours que ce jeune religieux vient lui tenir. François les considère comme des frères: ils n'ont rien en propre, pas de biens ni de propriété. 
Les oiseaux attendent avec espoir les paroles du saint et après la bénédiction, ils s'envolent. Le moine, aux côtés du saint, observe la scène avec étonnement. En arrière-plan, il y a un autre arbre juste derrière le religieux.
Le saint est représenté comme un homme âgé satisfait du cours de sa vie et son visage exprime une grande douceur et sagesse spirituelle. Les arbres sont grandeur nature, contrairement aux autres fresques - qui montrent encore l'influence du symbolisme de l'art byzantin: Saint François offrant son manteau à un pauvre homme ou le Miracle de la source. L'arrière-plan est d'une simplicité captivante, avec des arbres exubérants au printemps sur fond de ciel lapis-lazuli ; dans la partie centrale, la couleur s'est partiellement effacée, laissant un ton plus clair. La coloration des oiseaux n'a pas été préservée. La surface du ciel a également été partiellement décolorée.